# Medeazza
Medeazza (Sloveens: Medjavas) is een plaats (frazione) in de Italiaanse gemeente Duino-Aurisina, provincie Triëst